# Walter Reinaldo Roque
Walter Reinaldo Roque (Caracas, 12 de septiembre de 1982). Periodista deportivo y analista especializado en fútbol. Licenciado en Comunicación Social egresado de la Universidad Santa María en Caracas, Venezuela. 

## Trayectoria
Creció en el mundo del fútbol junto a su abuelo, el experimentado director técnico uruguayo Walter Roque, más conocido como: "Cata Roque" y su padre, el exjugador de la selección venezolana, Gustavo Roque. Inició su carrera profesional en el 2002, dos años después de abandonar las canchas como jugador activo luego de sufrir una lesión cuando pertenecía al Deportivo Táchira en categoría Sub-20. Jaime Ricardo Gómez (comunicador deportivo venezolano) y el exjugador Vinotinto Pedro Febles, lo llevan como comentarista del espacio radial “Directo y Sin Barrera” de Radio Deporte 1590. Ahí permaneció durante dos años.
Hoy en día forma parte del personal de narradores y comentaristas del circuito radial más importante de Venezuela: Deportes Unión Radio, donde ha sido enviado especial a varios eventos de relevancia como las eliminatorias sudamericanas de fútbol (Alemania 2006, Sudáfrica 2010 y Brasil 2014), Copas Libertadores de América y el mundial de fútbol juvenil, Egipto 2009. También tiene un espacio llamado 11 Titular, donde comparte junto al periodista, Bruno Gómez. 
Desde el 2007 y hasta 2015, integró el selecto grupo de comentaristas deportivos de Directv Sports, señal que se transmite a más de 16 países en toda América. Desde 2019 trabaja para Telemundo Deportes en los Estados Unidos como analista y comentarista de fútbol.
Televisión:
- Analista y comentarista de fútbol en Telemundo - NBC Universo - Telemundo Deportes. Telemundo Center Miami, Florida.
- Liga Premier de Inglaterra. Mundial femenino de la FIFA 2019, Mundial Sub-20 de la FIFA 2019, Mundial de Fútbol Playa de la FIFA 2019. (Desde junio de 2019 hasta la fecha).
- Periodista presentador y conductor del Noticiero Telemundo Valle Central en Bakersfield, California (USA). (agosto 2016-diciembre 2016).
- Integrante de plantilla de Directv Sports como comentarista de fútbol y reportero de cancha. (Brasil, Argentina, Colombia, Ecuador, Chile, Uruguay, Perú, Bolivia, Paraguay y Venezuela) (2007-2015).
- Conductor del programa de entrevistas de Directv Sports:
Conversando con Un Vinotinto (España, Francia, Suiza, Holanda, Bélgica, Alemania, Inglaterra, México, Venezuela) (2013-2014).
- Analista de fútbol para la cadena Fox Sports (Venezuela) (2005-2006).
Radio:
- Conductor y analista en el programa de fútbol: Once Titular, Deportes Unión Radio, (2007-2017). Caracas, Venezuela. 
- Comentarista del Circuito Radial del Caracas Fútbol Club (2008-2010). Caracas, Venezuela.
- Comentarista y analista del Circuito Radial del Atlético Venezuela Club de Fútbol (2011-2013). Caracas, Venezuela. 
- Conductor y comentarista de fútbol en: Radio Deporte (2002-2005) Radio Venezuela (2006) y Deportes Unión Radio (2007-2017). Caracas, Venezuela.
Enviado Especial:
Participación como periodista enviado especial en:
- Mundial FIFA: Brasil 2014. Rusia 2018.
- Eliminatorias sudamericanas a los mundiales de fútbol FIFA: Alemania 2006, Sudáfrica 2010, Brasil 2014 y Rusia 2018.
- Copa América: Venezuela 2007, Argentina 2011, Chile 2015. Centenario USA 2016.
- Mundial SUB20 FIFA: Egipto 2009.
- Seguimientos a clubes profesionales del fútbol venezolano en Copas Internacionales. Copa Libertadores de América, Copa Pre - Libertadores, Copa Sudamericana, entre otros (2005-2015).
Impresos:
- Redactor analista de fútbol para el Diario Al Día, del Dallas Morning News. Ganador del primer lugar del premio José Martí (2018) y del tercer lugar de los premios Texas APME (2019). Dallas, Texas. (2017-2019).
- Columnista especializado en fútbol de la revista Cábala (2017). La Paz, Bolivia.
- Redactor especializado en fútbol en el Diario El Mundo (2007), Diario El Nacional (2008), Diario Líder en Deportes (2008) y Diario Meridiano (2009-2011). Caracas, Venezuela.
Institucional y académico:
- Gerente de Metodología de fútbol y desarrollo de jugadores de FD Fútbol Club. Orlando, Florida (diciembre de 2020 hasta la fecha).
- Gerente de Estructura de fútbol de Miami Sun FC. Miami, Florida (junio de 2018 hasta la fecha).
-Gerente del departamento de comunicaciones y análisis de video del Club The Strongest, La Paz, Bolivia. Octavos de final Copa Libertadores de América. Campeón del torneo boliviano de primera división profesional. (febrero de 2017 – agosto de 2017).
- Director del departamento de medios y comunicaciones de ACYS Spirit United Soccer Academy Orlando, Florida (USA) (febrero de 2016 – julio de 2016). 
- Director de Periodismo Deportivo Integral (PDI) (Caracas - Venezuela). Academia aplicada al desarrollo de jóvenes en el área del periodismo y el deporte, con índices que superaron los 1500 inscritos en más de ocho ciudades. (2013 -2015).
- Gerente del departamento de comunicaciones del Atlético Venezuela Club de Fútbol (Caracas – Venezuela) (2011-2013).